# Comuna Novoselîțea, Ciîhîrîn
Novoselîțea (în ucraineană Новоселиця) este o comună în raionul Ciîhîrîn, regiunea Cerkasî, Ucraina, formată din satele Cimîrivka, Novoselîțea (reședința), Poludnivka și Rublivka.

## Demografie
Componența lingvistică a comunei Novoselîțea
     Ucraineană (96,95%)
     Rusă (2,85%)
     Alte limbi (0,2%)
Conform recensământului din 2001, majoritatea populației comunei Novoselîțea era vorbitoare de ucraineană (96,95%), existând în minoritate și vorbitori de rusă (2,85%).